# Uwe Junge

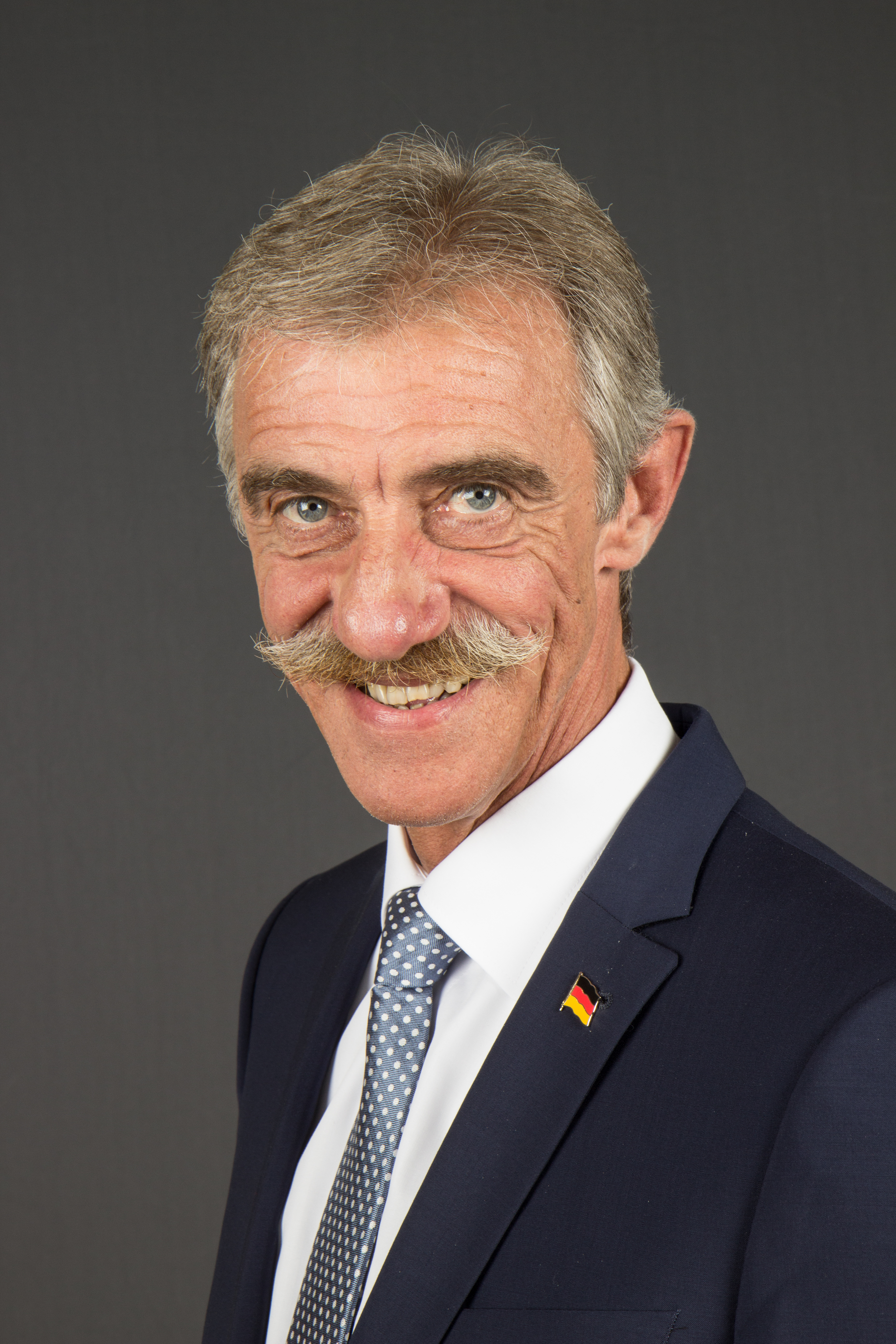
Uwe Junge (2016)

Uwe Junge (* 16. September 1957 in Hildesheim) ist ein deutscher Politiker (ehemals AfD). Von 2015 bis 2019 war er Landesvorsitzender der AfD Rheinland-Pfalz. Er war in der 17. Wahlperiode (2016 bis 2021) Mitglied des Landtags von Rheinland-Pfalz und Vorsitzender der AfD-Fraktion im Landtag.

## Herkunft und Familie
Uwe Junge wurde 1957 in einer Vertriebenenfamilie geboren; sein Vater, ein gelernter Maler und Restaurator, war Bundeswehrsoldat. Er besuchte nach der Volksschule in Lingen zunächst das Gymnasium Neustadt am Rübenberge und erwarb 1975 die Mittlere Reife im Bonner Stadtbezirk Bad Godesberg. Von 1975 bis 1978 absolvierte er eine Berufsausbildung zum Schriftsetzer.
Junge ist verheiratet und Vater von zwei Kindern. Er lebte im Landkreis Mayen-Koblenz und verzog 2023 nach Spanien.

## Militärischer Werdegang

### Ausbildung, Dienstposten, Einsätze und Beförderungen
Im Jahr 1978 trat er als Unteroffizieranwärter in die Bundeswehr ein, wobei er nach zwei Laufbahnwechseln zum Berufsoffizier ernannt wurde. In den Jahren 1983/84 bildete er sich zum Industriemeister Druck (Satzherstellung) in Biberach und zum staatlich geprüften Drucktechniker in Düsseldorf weiter. 1988 besuchte er die Fachschule des Heeres für Erziehung und Wirtschaft in Darmstadt. Junge wurde zunächst als Zugführer und Kompaniechef verwendet; 1996 war er im Rahmen des IFOR-Einsatzes in Kroatien.
Im Jahr 2001 besuchte er die Führungsakademie der Bundeswehr (FüAkBw) in Hamburg. Von 2002 bis 2007 diente er im Bataillon für Operative Information 950 in Mayen und Koblenz. 2003 war er im Rahmen des ISAF-Einsatzes im Provincial Reconstruction Team (PRT) in Kunduz. Von 2007 bis 2014 war er im Zentrum Operative Information der Bundeswehr (ZOpInfoBw) in Mayen tätig. 2011 folgte ein weiterer Auslandseinsatz in Kunduz. Von 2014 bis 2016 war er Dezernatsleiter im neu aufgestellten Zentrum Operative Kommunikation der Bundeswehr (ZOpKomBw) in Mayen. Im Oktober 2016 schied Junge als Oberstleutnant des Heeres aus dem aktiven Dienst aus.
Er ist Mitglied im Deutschen Bundeswehrverband.

### Kontroverse um mögliche Diskriminierung einer Untergebenen
Im Jahresbericht 2016 des Wehrbeauftragten des Deutschen Bundestags wird ein anonymisiertes Fallbeispiel geschildert, wonach sich ein Vorgesetzter gegenüber einer homosexuellen Soldatin diskriminierend geäußert haben soll. So soll er unter anderem gesagt haben: „Ehe und Familie sind in Artikel 6 Grundgesetz besonders geschützt: Mutter+Vater+Kinder. Die Nation braucht deutsche Kinder.“ Ein gerichtliches Disziplinarverfahren sei wegen des Ruhens der Rechte und Pflichten aus dem Wehrdienstverhältnis infolge seiner Wahl in den Landtag (§ 25 Abs. 2 SG i. V. m. § 5 Abs. 1 u. § 8 Abs. 1 AbgG) und der ohnehin anstehenden Entlassung aus der Bundeswehr nicht angestrengt worden. Ein Verstoß gegen die Grundsätze der Inneren Führung und die Fürsorgepflicht (§ 10 Abs. 3 SG) wurde allerdings festgestellt. Nach Informationen der Allgemeinen Zeitung aus Mainz soll es sich bei dem Vorgesetzten um Junge gehandelt haben. Die Bundeswehr und Junge nahmen dazu zunächst keine Stellung. Gegenüber der Frankfurter Allgemeinen Zeitung bestätigte Junge später den Vorfall und stellte die diskriminierende Aussage als „aus dem Kontext gerissen“ und als Kompliment dar, das nun verleumderisch gegen ihn verwendet werde.

### Vorwurf des Verstoßes gegen das Mäßigungsgebot
Zum Vorwurf des Verstoßes gegen das Mäßigungsgebot führten 2017 Äußerungen Junges aus dem Jahr 2016 über Angela Merkel (er nannte sie bei einer Wahlkampfrede „Vaterlandsverräterin“) sowie über die Polizei und die Innenbehörde von Köln wegen der Vorfälle in der Silvesternacht 2015/16. Aus Sicht der Ermittler verstießen beide Aussagen gegen das Mäßigungsgebot, das für aktive Soldaten bei politischer Betätigung gilt.

## Politische Tätigkeit

### Parteimitgliedschaften und Funktionen
Junge war zunächst Mitglied der Jugendorganisation der Union, der Jungen Union. Von 1975 bis 2009 war er Parteimitglied der CDU, anschließend unter René Stadtkewitz von Ende 2010 bis September 2011 Mitglied der rechtspopulistischen Partei Die Freiheit. Junge trat nach eigenen Angaben noch vor Gründung der AfD aus der Partei Die Freiheit aus.
Im März 2013 trat er der AfD bei, die er  als eine „bürgerliche Volkspartei“ bezeichnete. Junge war von 2013 bis 2015 stellvertretender Kreisvorsitzender der AfD Mayen-Koblenz sowie Mitglied des AfD-Bundesfachausschusses für Außen- und Sicherheitspolitik. Im Mai 2015 wurde er stellvertretender Landesvorsitzender und nach der Spaltung der AfD im Juli 2015 als Nachfolger von Uwe Zimmermann Landesvorsitzender der AfD Rheinland-Pfalz.
Er war Koordinator des Landeswahlprogramms 2016 und wurde am 10. November 2015 zum Spitzenkandidaten für die Landtagswahl in Rheinland-Pfalz 2016 gewählt.
Am 30. November 2019 scheiterte Junge auf dem 10. AfD-Bundesparteitag mit seiner Kandidatur zur Wahl in den AfD-Bundesvorstand; er unterlag einem Anhänger von Björn Höcke, den er kurz zuvor kritisiert hatte.
Am 29. August 2021 gab er seinen Parteiaustritt bekannt und kritisierte dabei unter anderem Alexander Gauland. Gauland habe zu lange die schützende Hand über Björn Höcke und andere Vertreter des Rechtsaußen-Flügels gehalten und dadurch dem Ansehen der AfD geschadet.

### Abgeordneter

#### Kommunalpolitik in Mayen-Koblenz
Junge wurde bei den Kommunalwahlen in Rheinland-Pfalz 2014 für die AfD mit 11.454 Stimmen in den Kreistag Mayen-Koblenz gewählt. Dort war er von 2014 bis 2016 Fraktionsvorsitzender. 2014 wurde er stellvertretendes Mitglied des Schulträgerausschusses und 2016 des Kreisausschusses. 2023 schied er wegen Umzugs aus dem Kreistag aus.

#### Rheinland-pfälzische Landespolitik

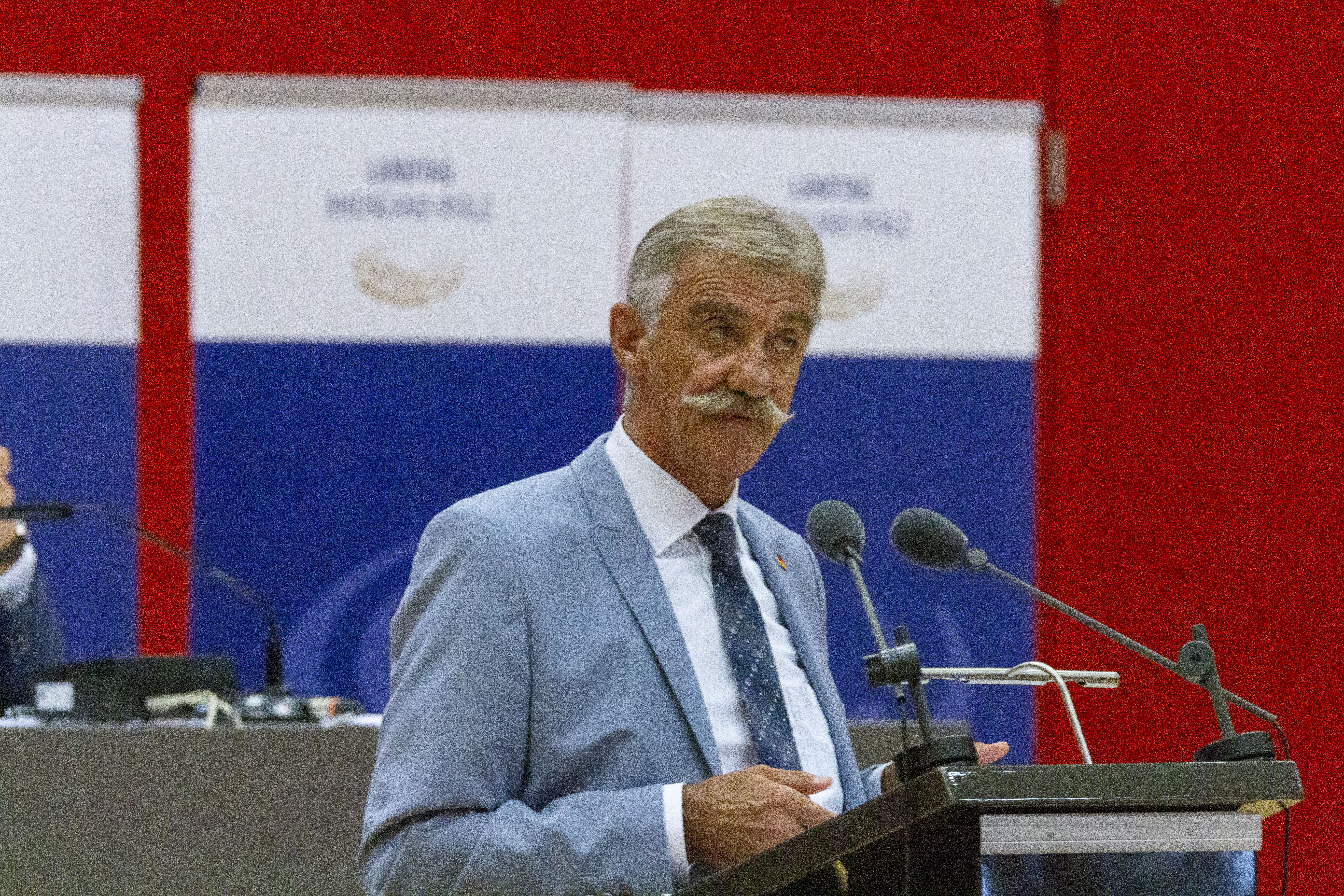
Uwe Junge im Landtag Rheinland-Pfalz (2020)

Bei der Landtagswahl im März 2016 zog er über die Landesliste seiner Partei, die vor Ort 11,7 Prozent der Zweitstimmen holte, in den 17. Landtag von Rheinland-Pfalz ein. Als Direktkandidat im Wahlkreis Andernach (Wahlkreis 11) erreichte er 11,5 Prozent der Erststimmen und landete damit hinter den Bewerbern von SPD (37,6 Prozent) und CDU (36,3 Prozent) an dritter Stelle. Am 17. März 2016 wählte die 14-köpfige AfD-Fraktion im rheinland-pfälzischen Landtag Junge zu ihrem Vorsitzenden.
Er war ordentliches Mitglied des Ältestenrates, des Haushalts- und Finanzausschusses, der Rechnungsprüfungskommission und des Zwischenausschusses sowie stellvertretender Vorsitzender des Ausschusses für Inneres, Sport und Landesplanung (siehe Ausschüsse des rheinland-pfälzischen Landtages).
Junge war Mitglied der 16. Bundesversammlung, die im Februar 2017 zur Wahl des deutschen Bundespräsidenten zusammentrat.
Im April 2020 kündigte Junge an, bei der Landtagswahl 2021 nicht mehr zu kandidieren und sich aus der Politik zurückzuziehen.
Im Januar 2021 kritisierte Junge, dass das Erzbistum München und Freising Geld für die Seenotrettung von Flüchtlingen gespendet hatte, und twitterte an Erzbischof Reinhard Marx gerichtet: „Der Teufel soll Euch holen. Das ist aktiver Verrat am deutschen Volk.“ Der evangelische Landesbischof Heinrich Bedford-Strohm äußerte daraufhin, „wer beim Thema humanitäre Aufnahme von Flüchtlingen von Verrat am deutschen Volke“ spreche, verrate „nur seine rechtsradikale Gesinnung“.
Während der Fußball-EM im Juni 2021 wurde Uwe Junge vorgeworfen, homophobe Ansichten zu vertreten, nachdem er die regenbogenfarbene Kapitänsbinde von Manuel Neuer als „Schwuchtelbinde“ bezeichnet und sich darüber beschwert hatte, dass die Allianz Arena beim Spiel gegen Ungarn in Regenbogenfarben leuchten sollte. Alice Weidel forderte ihn daraufhin zum Parteiaustritt auf, da er damit zu weit gegangen sei.

### Nach Ausscheiden aus AfD und Landtag
Nach dem russischen Überfall auf die Ukraine Ende Februar 2022 twitterte Junge: „Nochmal: Ostgebiete 1945 = Vertriebene, Afghanistan = Armutsmigranten, Ukraine = Flüchtlinge“. Laut Belltower.News werden damit „klassische rassistische Bilder des ‚Eigenen‘ und des ‚Fremden‘“ bedient. Zudem werde damit behauptet, dass „die Flucht aus der Ukraine legitimer Natur sei“, Menschen aus anderen Kriegsgebieten wie Syrien jedoch „Wirtschaftsflüchtlinge“ seien.